# Йежи Курилович
Йѐжи Курило̀вич (на полски: Jerzy Kuryłowicz) е полски езиковед, професор, специалист в областта на общото индоевропейско и семитско езикознание, преподавател в Лвовския, Вроцлавския и Ягелонския университети, член на Полската академия на знанията, действителен член на Полската академия на науките, член на Френския институт, член на Сръбската академия на науките и изкуствата.
Определян за един от най-значимите лингвисти на XX век, с фундаментални приноси за изследването на индоевропейската апофония (степенуване на гласните).

## Подбрани трудове
- Études indo-européennes (1952)
- L’apophonie en indo-européen (1956)
- Ésquisses linguistiques (1960)
- The Inflectional Categories of Indo-European (1964)
- Studies in Semitic Grammar and Metrics (1972)
- Problèmes de linguistique indo-européenne (1977)
- Studia językoznawcze... (1987)